# Šealšejávri
Šealšejávri är en sjö i kommunen Utsjoki i landskapet Lappland i Finland. Sjön ligger 261,4 meter över havet. Arean är 81 hektar och strandlinjen är 7,01 kilometer lång. Sjön  ingår i Neidenälvens huvudavrinningsområde.   Den ligger omkring 360 kilometer norr om Rovaniemi och omkring 1100 kilometer norr om Helsingfors. 